# Lorenzo Allievi
Lorenzo Allievi (18 de noviembre de 1856-30 de octubre de 1941) fue un ingeniero italiano conocido por su trabajo en el estudio del golpe de ariete, una de las principales causas de fallo en sistemas hidráulicos.

## Biografía
Allievi nació en Milán, pero se trasladó con su familia a Roma en 1871, donde se graduó en 1879. Trabajó en Nápoles entre 1893 y 1901 como director de Rinascimento di Napoli. Allievi también es el autor de un libro de 1895 llamado Cinematica della Biella Piana (Tipografia Francesco Giannini e Figli, Nápoles 1895) donde da una solución analítica a problemas de diseño de mecanismos.
Tras ello volvió a Roma, donde comenzó a trabajar en el complejo industrial de Terni. En agosto de 1902, durante trabajos de mantenimiento de la planta hidroeléctrica de Papigno (Terni), el cierre brusco de una tubería de agua causó una explosión con graves daños en la planta. Allievi inmediatamente comenzó a investigar qué había pasado y publicó su estudio fundamental sobre el golpe de ariete ese mismo año. Durante los años siguientes continuó trabajando en la planta hidroeléctrica, llegando a ser vicepresidente de la Unión de Industriales de Italia.
Lorenzo Allievi murió en Roma el 30 de octubre de 1941.

## Honores

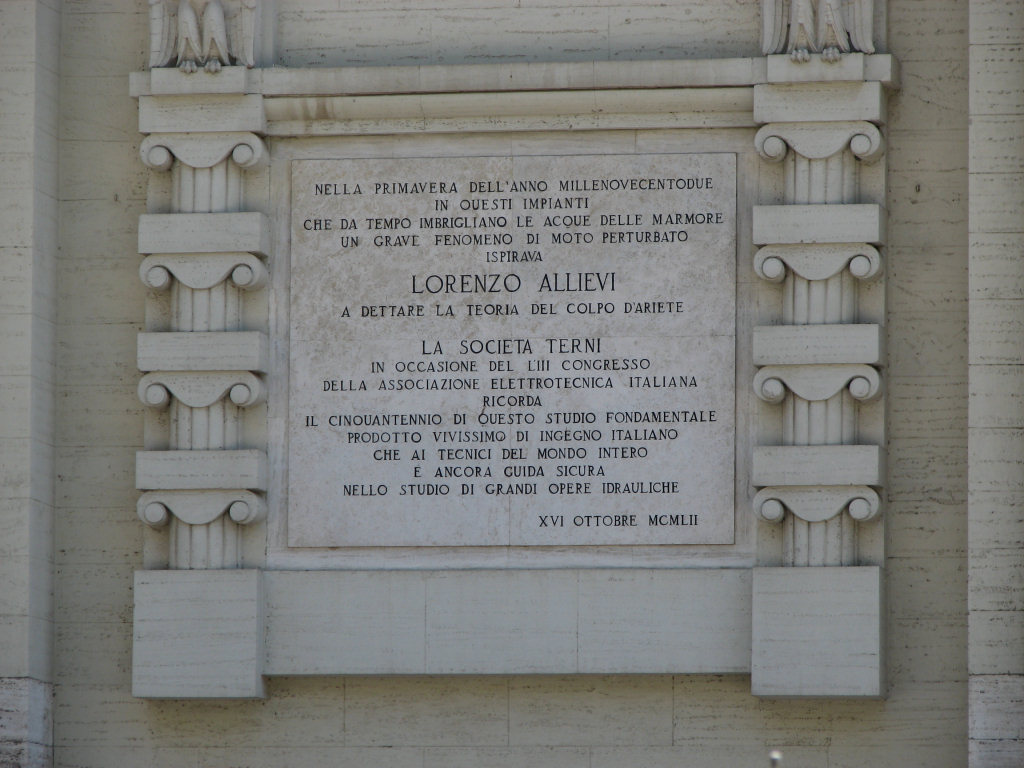
Placa conmemorativa dedicada a Lorenzo Allievi.

- En 1952, conmemorando los 50 años del incidente de Terni se erigió una gran placa de mármol en la fachada de la planta hidroeléctrica de Galleto, que había sustituido a la de Papigno tras la Segunda Guerra Mundial.
- En 1992 fue honrado al nombrarse el Instituto Técnico de Terni.
- La fórmula de Allievi (la ecuación física que descubrió, y que permite calcular las sobrepresiones causadas por el cierre rápido en una tubería que conduce un fluido durante un golpe de ariete), lleva este nombre en su memoria.